# São Cristóvão do Sul
São Cristóvão  do Sul este un oraș în Santa Catarina (SC), Brazilia.